# 東蘭道夫 (紐約州)
東蘭道夫（英語：East Randolph）是位於美國紐約州卡特羅格斯縣的普查規定居民點。

## 人口
根據2020年美國人口普查的數據，東蘭道夫的面積為2.87平方千米，皆為陸地。當地共有人口571人，而人口密度為每平方千米198.95人。